# Corral de Piedra, Guevea de Humboldt
Corral de Piedra är en ort i Mexiko.   Den ligger i kommunen Guevea de Humboldt och delstaten Oaxaca, i den sydöstra delen av landet, 500 km sydost om huvudstaden Mexico City. Corral de Piedra ligger 709 meter över havet och antalet invånare är 122.
Terrängen runt Corral de Piedra är huvudsakligen kuperad, men österut är den bergig. Runt Corral de Piedra är det glesbefolkat, med 11 invånare per kvadratkilometer. Närmaste större samhälle är Nueva Esperanza, 5,5 km norr om Corral de Piedra. I omgivningarna runt Corral de Piedra växer huvudsakligen savannskog.